# Гость (фильм, 2014)
«Гость» (англ. The Guest) — американский фильм 2014 года режиссёра Адама Вингарда. Премьера состоялась на кинофестивале Сандэнс 19 января 2014 года. Слоган фильма в русском переводе «Он просто зашел помочь».

## Сюжет
Семья Питерсонов — Лаура и Спенсер и их дети Анна и Люк — все ещё переживают смерть старшего сына Калеба, погибшего в афганской войне. Неожиданно их посещает Дэвид Коллинз, бывший солдат, утверждающий, что обещал Калебу помогать его семье. Дэвид вежлив и дружелюбен, и Питерсоны предлагают ему остаться на столько, на сколько он считает нужным.
Мистер Питерсон рассказывает ему о своих проблемах на работе. Дэвид замечает, как младший сын Люк вернулся домой с синяком на глазах. С помощью Люка Дэвид выслеживает нападавших на него и в баре вступает с ними в драку, после чего отправляется с Анной на вечеринку, где узнает у её друга Крейга, где можно купить оружие.
Дэвид даёт Люку нож-бабочку на всякий случай, для защиты от старшеклассников. Он отправляется к Крейгу и его другу, чтобы купить оружие, и убивает обоих, забрав оружие вместе с двумя гранатами.
Анна слышит разговор Дэвида по телефону и узнаёт, что он собирается «изменить лицо». Она начинает собирать информацию о друге своего брата. Выясняется, что Дэвид Коллинз погиб при пожаре в военном госпитале. Вернувшись домой, отец сообщает, что его начальник вместе с женой найдены убитыми в собственной квартире и что после этого несчастья именно мистер Питерсон станет начальником.
Тем временем арестован Зик — парень Анны, наркоторговец — по обвинению в убийстве Крейга и продаже наркотиков. Анна уверена, что именно Дэвид убил Крейга и подставил Зика. Она выкрадывает телефон Дэвида, фотографирует звонки и обращается в компанию, чтоб узнать, чьи это номера. Её подруга Кристен предложила попросить помощи у Люка, ведь «он шарит в компьютерах». Анна рассказывает всё Люку, и тот обещает помочь, выяснить, что за хирург, которому звонил Дэвид.
В школе к Люку снова пристает заносчивый одноклассник. Завязывается драка, в ходе которой Люк разбивает доску об лицо задиры. Мать Люка вызвали к директору. Она приезжает вместе с Дэвидом, и тот шантажирует директора судом, если Люка исключат из школы. Люка не исключают, а наказывают на месяц внеклассными работами. Люк из чувства благодарности рассказывает Дэвиду все подозрения и действия Анны, а также на вопрос «кто ещё может об этом знать?» он отвечает, что, возможно, Кристен в курсе, ведь она лучшая подруга Анны.
В это время в правительстве узнают о Дэвиде. Оказывается, что Дэвид — один из медицинских военных экспериментов, которые закончились неудачей. Дэвид подстроил пожар в госпитале, замёл следы для того, чтобы выполнять свою прямую функцию — охранять семейство Питерсонов. За Дэвидом тут же направляют отряд специального назначения.
Когда бойцы спецназначения прибывают на место, Дэвид замечает их, и начинается перестрелка, в ходе которой Дэвид убивает весь отряд. Перепуганная Лаура Питерсон бежит в дом, где встречает Дэвида. На её вопрос о том, почему эти люди хотят его убить, Дэвид отвечает, что это долгая история и что он не хотел причинять дискомфорт их семье, после чего убивает её кухонным ножом.
После раненый Дэвид бежит к дороге, где встречает главу семейства — Спенсера Питерсона, убивает его и убегает. Выживший командир отряда прибывает на место, где забирает у свидетеля машину и отправляется в кафе, где работает Анна.
Командир приезжает в кафе, из которого забирает Анну, и они вместе едут в школу забирать Люка. Через некоторое время в кафе на угнанной машине со следами крови приезжает и Дэвид. Там он встречает подругу Анны — Кристен, с которой у него была связь на вечеринке, где он заступился за неё перед её бывшим. На вопрос Дэвида, где Анна, Кристен ответила, что не знает, после чего он убивает её и взрывает кафе гранатами.
По дороге командир рассказывает Анне о том, что Дэвид убил её родителей. Они приезжают в школу, где Люк отбывал наказание, украшая школу к Хэллоуину. Они находят учителя и Люка и говорят, что нужно уходить из школы. Но Дэвид уже в школе. Он включает светомузыку и запускает песню, которую Анна переписала на диск специально для Дэвида.
Они бегут к служебному выходу, но по пути Дэвид убивает учителя, а после и командира.
Анна прячет Люка среди декораций и приказывает ему ждать, пока за ним придёт или она, или полиция. Дэвид начинает искать Люка, но не находит его. Он отправляется в актовый зал, где его встречает Анна с пистолетом и стреляет в него. Анна подходит ближе, чтобы убедиться, что Дэвид мёртв, и получает удар ножом по ноге. После падения Дэвид начинает душить Анну, но тут Люк наносит Дэвиду удар ножом в спину, после чего ещё пару ударов и один в сердце — тем самым ножом-бабочкой. Дэвид падает на пол и говорит Люку, что тот всё правильно сделал и чтобы он себя ни в чём не упрекал.
После начинается пожар, и на место прибывают пожарные и полиция. В ходе осмотра обнаруживают два обгоревших трупа. Когда всё вроде бы уже должно кончиться, Анна вдруг замечает, что один из пожарных хромает. Когда он оборачивается, под противогазом Анна узнаёт выжившего Дэвида.

## В ролях
- Дэн Стивенс — Дэвид Коллинз
- Майка Монро — Анна Питерсон
- Брендан Мейер — Люк Питерсон
- Шейла Келли — Лаура Питерсон
- Лиленд Орсер — Спенсер Питерсон
- Лэнс Реддик — Ричард Карвер
- Кэндис Паттон — Холуэй
- Чейз Уильямсон — Зик Хастингс
- Табата Шон — Кристен
- Джоэл Дэвид Мур — Крейг
- Итан Эмбри — Хиггинс
- Стивен Браун — Майк

## Съёмки
Кинопроизводство началось 17 июля 2013 года. Основные съёмки проходили в разных местах, включая Мориарти, Эджвуд и Эстансию, и продолжались до конца августа 2013 года.

## Критика
Фильм получил положительные отзывы кинокритиков. На сайте Rotten Tomatoes фильм имеет рейтинг 92 % на основе 122 рецензий со средним баллом 7,6 из 10.
Роберт Абеле из Los Angeles Times охарактеризовал фильм как «грязно-сексуально-забавную дань уважения фильмам, которые ознаменовали расцвет инди Джона Карпентера и Джеймса Кэмерона», и похвалил Стивенса за «убийственную личность». Питер Трэверс из Rolling Stone назвал фильм «веселым», и похвалил «завораживающую» игру Стивенса. В статье для The New York Times Жаннет Катсулис похвалила способность Вингарда и Барретта вместе заниматься знакомым жанром, назвав игру Стивенса сдержанной, но «притягательной» в развитии истории. Деннис Харви из Variety раскритиковал оммаж и концовку фильма ужасов, назвав его «нарочито чрезмерным, головокружительно жестоким фильмом, приземлившемся между слэшером-хоррором и сумасшедшим боевиком-триллером».